# Drozantemum
Drozantemum (lat. Drosanthemum), biljni rod iz porodice čupavica (Aizoaceae), dio tribusa Drosanthemeae. 
Sastoji se od 118 vrsta sukulentnih polugrmovi sa juga Afrike. Posljednja 118 vrsta (Drosanthemum aasvoelbergense) opisana je 2023., a tri su dodane 2020. godine: Drosanthemum pubipetalum, Drosanthemum calcareum i Drosanthemum overbergense.

## Vrste
1. Drosanthemum aasvoelbergense van Jaarsv.
2. Drosanthemum acuminatum L.Bolus
3. Drosanthemum acutifolium (L.Bolus) L.Bolus
4. Drosanthemum albens L.Bolus
5. Drosanthemum albiflorum (L.Bolus) Schwantes
6. Drosanthemum ambiguum L.Bolus
7. Drosanthemum anemophilum van Jaarsv. & S.A.Hammer
8. Drosanthemum anomalum L.Bolus
9. Drosanthemum archeri L.Bolus
10. Drosanthemum attenuatum (Haw.) Schwantes
11. Drosanthemum aureopurpureum (L.Bolus) L.Bolus
12. Drosanthemum austricola L.Bolus
13. Drosanthemum autumnale L.Bolus
14. Drosanthemum barkerae L.Bolus
15. Drosanthemum bellum L.Bolus
16. Drosanthemum bicolor L.Bolus
17. Drosanthemum boerhavii (Eckl. & Zeyh.) H.E.K.Hartmann
18. Drosanthemum brakfonteinense Liede, A.Schweiger & H.E.K.Hartmann
19. Drosanthemum breve L.Bolus
20. Drosanthemum brevifolium (Aiton) Schwantes
21. Drosanthemum calcareum Klak
22. Drosanthemum calycinum (Haw.) Schwantes
23. Drosanthemum candens (Haw.) Schwantes
24. Drosanthemum capillare (Thunb.) Schwantes
25. Drosanthemum cereale L.Bolus
26. Drosanthemum chrysum L.Bolus
27. Drosanthemum collinum (Sond.) Schwantes
28. Drosanthemum comptonii L.Bolus
29. Drosanthemum concavum L.Bolus
30. Drosanthemum crassum L.Bolus
31. Drosanthemum croceum L.Bolus
32. Drosanthemum curtophyllum L.Bolus
33. Drosanthemum cymiferum L.Bolus
34. Drosanthemum deciduum H.E.K.Hartmann & C.Brockmann
35. Drosanthemum decumbens (L.Bolus) van Jaarsv.
36. Drosanthemum dejagerae L.Bolus
37. Drosanthemum delicatulum (L.Bolus) Schwantes
38. Drosanthemum dipageae H.E.K.Hartmann
39. Drosanthemum duplessiae L.Bolus
40. Drosanthemum eburneum L.Bolus
41. Drosanthemum ecclesianum Liede & H.E.K.Hartmann
42. Drosanthemum edwardsiae L.Bolus
43. Drosanthemum erigeriflorum (Jacq.) Stearn
44. Drosanthemum exspersum Schwantes
45. Drosanthemum filiforme L.Bolus
46. Drosanthemum flammeum L.Bolus
47. Drosanthemum flavum (Haw.) Schwantes
48. Drosanthemum floribundum (Haw.) Schwantes
49. Drosanthemum fourcadei (L.Bolus) Schwantes
50. Drosanthemum framesii L.Bolus
51. Drosanthemum fulleri L.Bolus
52. Drosanthemum giffenii (L.Bolus) Schwantes ex H.Jacobsen
53. Drosanthemum glabrescens L.Bolus
54. Drosanthemum globosum L.Bolus
55. Drosanthemum godmaniae L.Bolus
56. Drosanthemum gracillimum L.Bolus
57. Drosanthemum hallii L.Bolus
58. Drosanthemum hirtellum (Haw.) Schwantes
59. Drosanthemum hispidum (L.) Schwantes
60. Drosanthemum hispifolium (Haw.) Schwantes
61. Drosanthemum inornatum (L.Bolus) L.Bolus
62. Drosanthemum jamesii L.Bolus
63. Drosanthemum karrooense L.Bolus
64. Drosanthemum latipetalum L.Bolus
65. Drosanthemum lavisii L.Bolus
66. Drosanthemum laxum L.Bolus
67. Drosanthemum leipoldtii L.Bolus
68. Drosanthemum leptum L.Bolus
69. Drosanthemum lignosum L.Bolus
70. Drosanthemum lique (N.E.Br.) Schwantes
71. Drosanthemum longipes (L.Bolus) Hartmann
72. Drosanthemum luederitzii (Engl.) Schwantes
73. Drosanthemum macrocalyx L.Bolus
74. Drosanthemum maculatum (Haw.) Schwantes
75. Drosanthemum marinum L.Bolus
76. Drosanthemum mathewsii L.Bolus
77. Drosanthemum micans (L.) Schwantes
78. Drosanthemum muirii L.Bolus
79. Drosanthemum nollothense Liede & H.E.K.Hartmann
80. Drosanthemum nordenstamii L.Bolus
81. Drosanthemum obibense Liede & H.E.K.Hartmann
82. Drosanthemum oculatum L.Bolus
83. Drosanthemum opacum L.Bolus
84. Drosanthemum overbergense Klak
85. Drosanthemum pallens (Haw.) Schwantes
86. Drosanthemum papillatum L.Bolus
87. Drosanthemum parvifolium (Haw.) Schwantes
88. Drosanthemum pauper (Dinter) Dinter & Schwantes
89. Drosanthemum pickhardii L.Bolus
90. Drosanthemum praecultum (N.E.Br.) Schwantes
91. Drosanthemum prostratum L.Bolus
92. Drosanthemum pubipetalum (L.Bolus) Klak
93. Drosanthemum pulchellum L.Bolus
94. Drosanthemum pulchrum L.Bolus
95. Drosanthemum pulverulentum (Haw.) Schwantes
96. Drosanthemum quadratum Klak
97. Drosanthemum ramosissimum (Schltr.) L.Bolus
98. Drosanthemum salicola L.Bolus
99. Drosanthemum schoenlandianum (Schltr.) L.Bolus
100. Drosanthemum semiglobosum L.Bolus
101. Drosanthemum speciosum (Haw.) Schwantes
102. Drosanthemum splendens L.Bolus
103. Drosanthemum stokoei L.Bolus
104. Drosanthemum striatum (Haw.) Schwantes
105. Drosanthemum strictifolium L.Bolus
106. Drosanthemum subclausum L.Bolus
107. Drosanthemum subcompressum (Haw.) Schwantes
108. Drosanthemum subplanum L.Bolus
109. Drosanthemum subspinosum (Kuntze) H.E.K.Hartmann
110. Drosanthemum tardum L.Bolus
111. Drosanthemum tetramerum H.E.K.Hartmann
112. Drosanthemum thudichumii L.Bolus
113. Drosanthemum tuberculiferum L.Bolus
114. Drosanthemum uniondalense H.E.K.Hartmann
115. Drosanthemum vandermerwei L.Bolus
116. Drosanthemum vespertinum L.Bolus
117. Drosanthemum wittebergense L.Bolus
118. Drosanthemum worcesterense L.Bolus